# Murtosaari (ö i Norra Karelen, Joensuu, lat 63,21, long 29,51)
Murtosaari är en ö i Finland. Den ligger i sjön Pielisjärvi och i kommunen Juga i den ekonomiska regionen  Joensuu ekonomiska region  och landskapet Norra Karelen, i den sydöstra delen av landet, 400 km nordost om huvudstaden Helsingfors. Öns area är 4,8 hektar och dess största längd är 400 meter i sydöst-nordvästlig riktning.